# Molobratia sapporensis
Molobratia sapporensis là một loài ruồi trong họ Asilidae. Molobratia sapporensis được Matsumura miêu tả năm 1916. Loài này phân bố ở vùng Cổ Bắc giới và châu Á.